# 三越事件
三越事件（みつこしじけん）とは、1982年（昭和57年）に発生した、老舗百貨店・三越に係わる一連の事件の総称である。
名門百貨店を舞台にした不祥事は、三越の社長解任劇に発展、世間を大いに賑わせた。

## 事件概要
1972年（昭和47年）、三越社長に就任した岡田茂は自身に批判的な幹部を次々と左遷し、「岡田天皇」と呼ばれる独裁体制を確立させる。以降、岡田は不明瞭な経理によって会社を私物化していった。特に、岡田のライバルと目されていた常務の坂倉芳明を追放、坂倉は堤清二の誘いで西武百貨店の副社長に就任した（坂倉はのちに社長に就任、更にその後三越に復帰して社長に就任）。
岡田はジャーナリストの恩田貢から紹介された竹久みちを愛人として寵愛、竹久は岡田の庇護のもと三越内において発言力を強め、「三越の女帝」と呼ばれるようになる。
1982年（昭和57年）、週刊朝日が4月23日号で「三越・岡田社長と女帝の暗部」という記事を掲載。
同年6月17日、納入業者に対し三越の商品や日本映画『燃える秋』の映画前売券等の購入を要請（押し付け販売）、協賛金や社員派遣を要請、種々の催し物への費用負担の要請につき、三越は独占禁止法第19条の不公正な取引方法（優越的地位の濫用）に当たるとした審決を受ける（公正取引委員会昭和57年6月17日同意審決）。
なお大和運輸（現・ヤマトホールディングス）は、創業直後から三越の契約配送業者だったが、上述した映画前売券などの購入を強要されたことに加えて配送料金の値上げを拒否されたことから、本事件が明るみに出る以前の1979年（昭和54年）2月、三越との配送契約を解除していた。ヤマト運輸が三越との取引を一部（クール宅急便等に限り）再開するのはそれから15年後の1994年（平成6年）、全面的な取引再開は事件から31年後の2010年（平成22年）4月1日でと、三越と伊勢丹が経営統合して2008年に三越伊勢丹ホールディングスが発足した後になる。
1982年8月29日、日本橋本店で開催された「古代ペルシア秘宝展」の出展物の大半が贋作であることが、朝日新聞社の報道により判明した。一部は既に億単位の値がついていたとされる。
さらに、竹久の経営する「アクセサリーたけひさ」に不当な利益を与えていたり、自宅の改修費用に会社の資金を流用していた問題などが報道される。

## 日本橋三越の「古代ペルシア秘宝展」に関する報道
1982年8月29日付朝日新聞の記事には、日本の考古学者の第一人者たちがコメントを寄せていた。江上波夫東大名誉教授は、出品物の3分の2は偽物と断言し、深井晋司東大東洋文化研究所教授は「神像装飾つり手つき水さし（青銅）以外は全部ニセ物だ」とした。
贋作報道が出た当日、三越は、仕入れ業者であった国際美術とともに会見を行う。この会見で三越側は、入手先は企業秘密とし、出品物のうち7点は米国の鑑定機関の鑑定書があり、鑑定書がないものについては世界に大勢いる学識経験者に鑑定を依頼すると回答。なお、三越側がこの会見で述べた米国の鑑定機関だが、後日朝日新聞の米国特派員の調査により、存在していないことが確認される。
8月30日、この会見記事が朝日新聞に掲載されると、岡田茂三越社長が朝日新聞広告局に対し、同社広告の即日全面ストップを通告。
8月31日、朝日新聞が美術品の入手先は、イラン人兄弟の『サカイ』と報道。
9月22日、朝日新聞が三越のニセ秘宝6点の日本人製作者のインタビュー記事を掲載。インタビューで製作者は、「発注者の意向に従いオリジナルの工芸品を作ったもので、ニセ物を作る意図はなかった。三越の展示会に自分の作品に間違いないものが出品されていて驚いた。展示を見てすぐに三越に電話をしたところ、三越の美術部員が「善処する」と答えたので推移を見守っていた。しかし、三越側からは何の連絡もなく、このままではニセ秘宝作りとかかわりがあるように誤解されてしまうので名乗り出た。」と語り、工芸品の具体的な製作方法を述べる。

## 1982年9月22日岡田茂解任
贋作事件発覚後、三越をグループ傘下に置く三井グループの「二木会」では、岡田に対して退陣勧告を通達。また、社外取締役であった三井銀行（現・三井住友銀行）相談役の小山五郎は、古代ペルシア秘宝展問題の引責を辞任理由とすれば、岡田にあまり傷がつかないとして岡田に辞任を勧告したが、岡田は喧嘩腰にこれを拒否した。以降、小山を始めとする三井グループ各社の幹部や三越内部の反岡田派は、岡田の社長追い落としを図り始めた。
1982年（昭和57年）9月22日、取締役会で第5号議案までの審議が終わった後、岡田は腹心の杉田忠義専務に議長を交代した。配布資料で「その他」とのみ書かれていた第6号議案は、事前の打ち合わせでは岡田についての風説は事実に反することの確認とされており、それゆえの議長交代であった。しかし、杉田は岡田の社長職と代表権を解くことに賛同する者の起立を求め、それに応じて14人の取締役が起立した。
驚いた岡田は「何だこれは!」と叫んだが、理由を説明する義務はないと突っぱねられた。さらに岡田は「おかしいじゃねえか。議長は俺だ!」と食い下がるが、小山五郎社外取締役の提案により改めて発議された動議は16対0で可決成立し、その場で岡田は非常勤取締役に降格となった。
岡田はなおも「違法だ!」と怒鳴ったが、隣室に控えていた顧問弁護士が呼び出され、解任手続きに瑕疵がないとの旨を述べた。この時に岡田が発したとされる言葉「なぜだ!」はこの年の流行語となった。岡田は小山から「岡田君、もう終わったのだよ」と声をかけられても「なぜだ……」と力なく呟き続けていたという。その後、役員陣は記者会見を開き、岡田茂の解任事態を公表した。
後任には、岡田によって左遷された名古屋三越社長の市原晃が就任した。

## 刑事訴追
竹久が経営する「オリエント交易」や「アクセサリーたけひさ」は、香港やパナマ国籍の幽霊会社に所得を移していたほか他人名義の架空の預金口座をつくり、巨額の脱税工作を行っていた。香港での所得隠しは、当時の香港三越が支援していた。
岡田解任後の1982年10月18日、竹久みちは脱税容疑で逮捕される。同時に香港三越の幹部2名も逮捕された。竹久逮捕の10日後の10月29日、岡田茂も特別背任罪の商法違反容疑で、東京地方検察庁特別捜査部に逮捕された。
岡田には東京高等裁判所で懲役3年の実刑判決が下り、上告中の1995年（平成7年）7月20日に死去し公訴棄却。
竹久は最高裁まで争ったが懲役2年6月、罰金6000万円の実刑判決が確定し、栃木刑務所で1年6ヶ月服役。出所後、2009年（平成21年）7月24日に、病気のため東京都内の病院で死去した。

## 関連作品

### 小説
高杉良の『王国の崩壊』（新潮文庫）は岡田を、大下英治の『十三人のユダ 三越・男たちの野望と崩壊』は、ジャーナリスト恩田貢より得た内部情報を基に、岡田の解任劇までをモデルにした経済小説である。

### ルポルタージュ
七尾和晃『銀座の怪人』（講談社）は、三越に多数の贋作を持ち込んだイライ・サカイに焦点を当て、事件を描いている。

### ドラマ
テレビ朝日系土曜ワイド劇場『家政婦は見た!』第24作「美貌の女帝とデパートの帝王、昼と夜二つの顔の秘密!愛されて…憎まれて、裏切られてなぜだ!?」（2006年3月4日放送）、同系の朝日放送製作『ザ・ハングマンII』の第23話「女帝と社長の色と欲 ニセ秘宝展をあばけ」（1982年11月19日放送）は、この事件をモチーフにしている。

### 映画
1983年（昭和58年）に、事件をモデルに当時のにっかつがにっかつロマンポルノのひとつとして『女帝』というタイトルで映画化。

### バラエティ番組
TBS系『1番だけが知っている』2019年1月21日放送回にて「一流デパートで起きた美術品贋作事件」として紹介
。